# Ay
Ay (nacido como Jeperjeperura Ay, también denominado Ay II) fue el penúltimo faraón de la XVIII dinastía egipcia. Gobernó de c. 1327/5 a 1323/1 a. C. Su nombre de coronación fue Jeperjeperura Irimaat, «Eternas son las manifestaciones de Ra, el que hace Justicia». Eusebio de Cesarea lo denominó Kerres.

## Relaciones familiares
Se han tejido variadas teorías respecto al origen de Ay. Una de ellas es de una vinculación familiar con la reina Tiye y sus padres: Yuya y Tuyu. Pero esta teoría no encuentra un argumento sólido para ser sostenida. Hoy en día los egiptólogos no tienen una opinión concluyente.
Sí existe coincidencia en afirmar que Ay era originario de la ciudad de Ajmin, al igual que los padres de Tiye.
Actualmente se reconoce a Ay como el progenitor de la reina Nefertiti, la Gran Esposa Real del faraón Akenatón y considerada la "Dadora de Herederos" una condición que denotaba que la sucesión real debía sí o sí transcurrir por un hijo o hija de dicha reina.
Por lo tanto, Ay es considerado como abuelo de las sucesivas princesas que el faraón Akenatón tuvo con Nefertiti: Meketatón, Meritatón, Anjesenpaatón, Setepenra, Neferneferura y Neferneferuatón-Tasherit. 
Al finalizar abruptamente el reinado del faraón niño Tutankamón, Ay asciende el trono y desposa a la reina viuda, su nieta: Anjesenpaatón. Este hecho no es considerado bajo un concepto sexual sino meramente político. El casamiento con la última descendiente de la "Dadora de Herederos" es tomado hoy en día como un medio político de legitimar su pretensión al trono.
Ay tuvo otra hija famosa que se convertiría en reina a posteriori: Mutnedymet, quien fue hija de Ay con una segunda esposa llamada Tey.

## Biografía
Los inicios de Ay se remontan al reinado del faraón Amenhotep III de quien fue alto dignatario en su largo reinado. Se estima que los arreglos de la boda entre su hija Nefertiti y el joven príncipe Amenhotep (posteriormente Amenhotep IV) ocurrieron a finales del largo reinado de Amenhotep III.
El ascenso de Akenatón a la corregencia junto a su padre implicó la elevación de la joven Nefertiti a esposa del corregente, suceso que indudablemente encumbró a Ay en los más altos niveles de la corte.
Seguramente fue partícipe del séquito de cortesanos que acompañaron al faraón Amenhotep III en la celebración de su fiesta Heb Sed en su palacio de Malkata cercano a Tebas.
Durante el reinado del faraón hereje Akenatón, Ay es nombrado "Padre del Dios" una fórmula para denotar su extrema cercanía en términos familiares con el faraón.

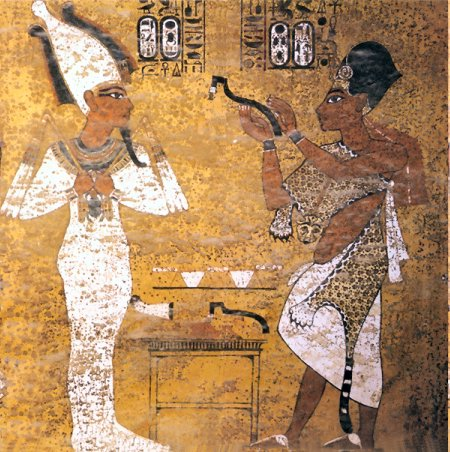
Mural de la tumba de Tutankamón (KV62). Se puede observar al futuro faraón Ay vestido de sacerdote Sem ejecutando el rito de Apertura de la Boca para habilitar el tránsito al más allá de la momia del faraón Tutankamón. Los cartuchos con el nombre de Ay indican que la sucesión real ya estaba definida en favor de Ay en el momento del funeral de Tutankamón.

En su posición encumbrada fue testigo del ascenso del faraón Amenhotep IV, la implantación de la religión de Atón, la radicalización del régimen, el abandono de Tebas, la inauguración de Ajetatón, la recepción de embajadores extranjeros y vasallos del año 12 del reinado de Akenatón, el fallecimiento de la reina madre Tiye, el de su hija Nefertiti y varias de sus nietas. El ascenso del corregente Semenejkara, la muerte de Akenatón y Semenejkara a posteriori, la entronización del joven príncipe Tutankamón y su prematura e inesperada muerte. En síntesis fue un testigo clave de todo el interregno de Amarna, también denominado Período de Amarna.

## Reinado
El retorno a la ortodoxia religiosa es intensificada una vez ascendido el faraón-niño Tutankamón. Este proceso de vuelta al cauce tradicional implicó no solo la mudanza de la capital del país (de Ajetatón a Tebas), sino el abandono y traslado de la necrópolis, dependencias oficiales, etc. Dada la condición de infante del monarca, se supone que el gobierno descansaba en dos altos funcionarios heredados del período de Amarna: Horemheb y Ay.
La muerte de Tutankamón fue súbita e inesperada. Algunos egiptólogos abonan la teoría de un breve interregno tomando como fundamento el «caso Dahamunzu» y la quiebra de la línea sucesoria. La ascensión del cortesano Ay al cargo de faraón se da por su cercanía a la familia reinante y la ausencia de Horemheb en campaña militar en el extranjero. Estos factores (la vacancia real inesperada, la ausencia de oponentes de peso en la corte, las acechanzas de potencias extranjeras, etc.) hacen factible que Ay salga de su papel secundario de cortesano para ascender al trono.
Otros egiptólogos descartan de plano la teoría basándose en los murales de la tumba de Tutankamón donde se observa a Ay, con las vestimentas de sacerdote Sem revestido de piel de leopardo, donde ejecuta el rito de "Apertura de la boca" a la momia del faraón difunto. Es una clara mención de Ay como sucesor designado de Tutankamón. Si el proceso de entierro del faraón muerto duraba aproximadamente 70 días, es evidente que la sucesión fue finiquitada muy brevemente sin lugar a un interregno.
En virtud de ser el familiar más directo a la familia real, y también el visir de Egipto, se desposó con su propia nieta, la viuda Anjesenamón, cuando aún no se había cerrado la tumba de Tutankamón. Si consideramos que Ay era de edad madura en el momento de ascender al trono, todo hace suponer que el enlace matrimonial con la reina-viuda es un proceso eminentemente político, con la intención de evidenciar una continuidad con la dinastía reinante y legitimar su posición de faraón.
El reinado de Ay está dedicado a cerrar las profundas heridas que el interregno de Amarna había provocado en todas las facetas del Estado: recomponer las jerarquías de la burocracia estatal, la restauración de los templos de los dioses proscritos, el dominio de los estados vasallos, etc.
Dada la edad avanzada de Ay, su reinado estaba destinado a ser breve. Se conoce la presencia de un alto funcionario llamado Najtmin (o Mintnaj), quién posiblemente fuese hijo de Ay. La pronta muerte de Ay hizo desaparecer de la historia a dicho personaje quién potencialmente pudiese haber sido un sucesor real.

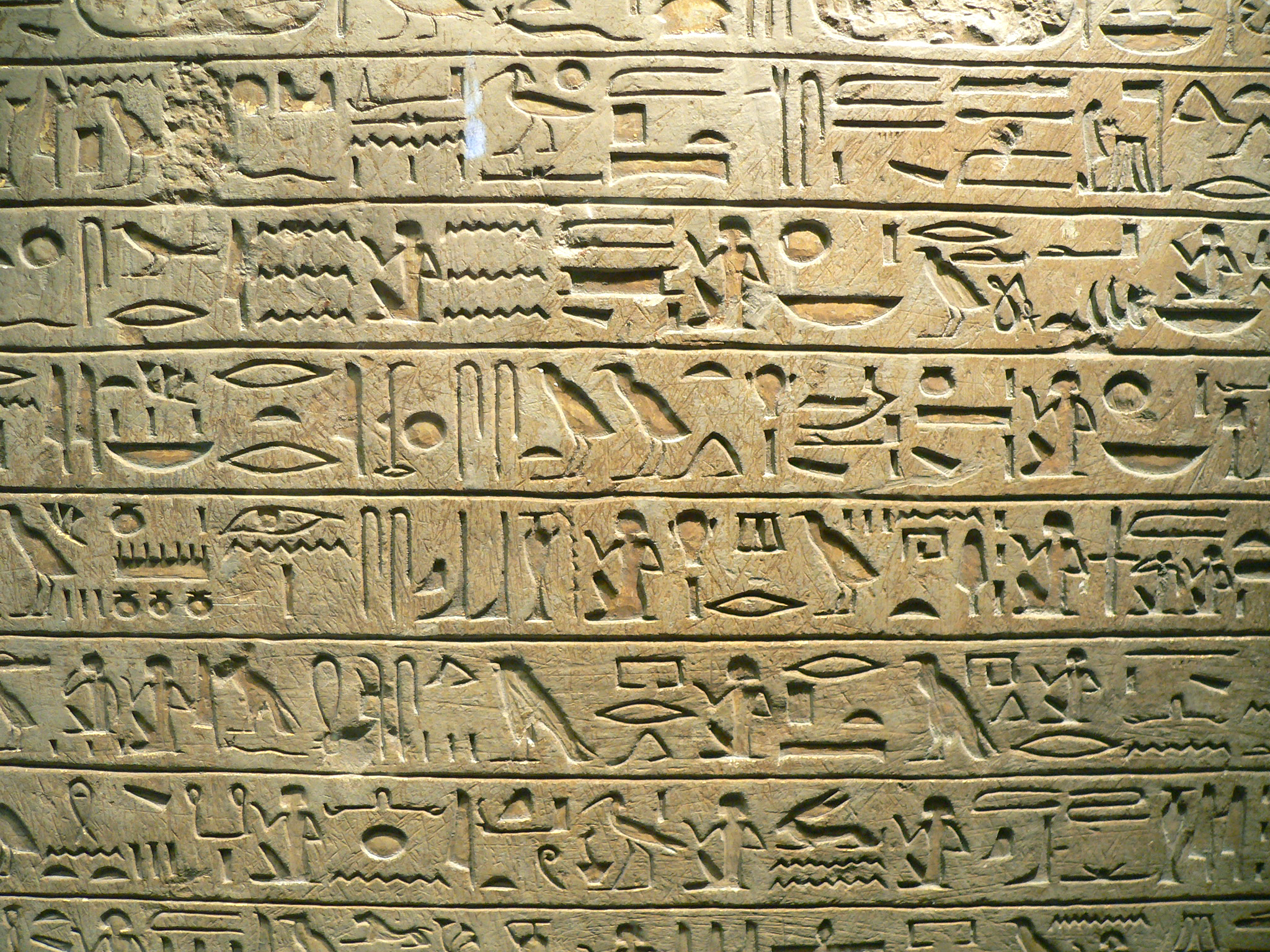
Estela de Najtmin, hijo de Ay.

A la muerte de Ay, el general Horemheb asciende a faraón. El nuevo rey se casó con la hija de Ay y Tey, Mutnedymet, la medio hermana de Nefertiti, para legitimar su ascenso y cortar el camino a la candidatura de Najtmin, el hijo de Ay. Al subir al trono gobernó con mano de hierro, y ordenó borrar de las listas reales todos los reinados anteriores que eran causantes de la crisis de Amarna, a saber: Ajenatón, Semenejkara, Tutankamón y Ay.
Ay fue enterrado en el Valle de los Monos, el gran ramal occidental del Valle de los Reyes, cerca de la tumba de su cuñado Amenhotep III. La tumba, conocida como WV23, es de dimensiones modestas en comparación con otras tumbas reales, y se cree que Ay la usurpó a Tutankamón. Su momia es una de las pocas de los faraones del Imperio Nuevo que aún no se ha hallado.

## Titulatura
| Titulatura | Jeroglífico | Transliteración (transcripción) - traducción - (referencias) |

| G5 |

| G5 |

| E2 · D40 | S15 | N28 · Z2s |

| E2 · D40 | S15 | N28 · Z2s |

| E2 · D40 | S15 | N28 · Z2s |

| E2 · D40 | S15 | N28 · Z2s |

| G5 |

| G5 |

| E2 · D40 | S15 | N28 · Z2s |

| E2 · D40 | S15 | N28 · Z2s |

| E2 · D40 | S15 | N28 · Z2s |

| E2 · D40 | S15 | N28 · Z2s |

| G16 |

| G16 |

| S42 | G20 | F9 · F9 | D46 · r · D40 | S22 | t · t · N25 |

| S42 | G20 | F9 · F9 | D46 · r · D40 | S22 | t · t · N25 |

| G16 |

| G16 |

| S42 | G20 | F9 · F9 | D46 · r · D40 | S22 | t · t · N25 |

| S42 | G20 | F9 · F9 | D46 · r · D40 | S22 | t · t · N25 |

| G8 |

| G8 |

| S38 | X7 | C10 | S | L1 | r · N17 · N17 |

| S38 | X7 | C10 | S | L1 | r · N17 · N17 |

| G8 |

| G8 |

| S38 | X7 | C10 | S | L1 | r · N17 · N17 |

| S38 | X7 | C10 | S | L1 | r · N17 · N17 |

| N5 | L1 | L1 | Z3 | D4 · Aa11 · t |

| N5 | L1 | L1 | Z3 | D4 · Aa11 · t |

| N5 | L1 | L1 | Z3 | D4 · Aa11 · t |

| N5 | L1 | L1 | Z3 | D4 · Aa11 · t |

| N5 | L1 | L1 | Z3 | D4 · Aa11 · t |

| N5 | L1 | L1 | Z3 | D4 · Aa11 · t |

| N5 | L1 | L1 | Z3 | D4 · Aa11 · t |

| N5 | L1 | L1 | Z3 | D4 · Aa11 · t |

| N5 | L1 | L1 | Z3 | D4 · Aa11 · t |

| N5 | L1 | L1 | Z3 | D4 · Aa11 · t |

| N5 | L1 | L1 | Z3 | D4 · Aa11 · t |

| N5 | L1 | L1 | Z3 | D4 · Aa11 · t |

| N5 | L1 | L1 | Z3 | D4 · Aa11 · t |

| N5 | L1 | L1 | Z3 | D4 · Aa11 · t |

| N5 | L1 | L1 | Z3 | D4 · Aa11 · t |

| N5 | L1 | L1 | Z3 | D4 · Aa11 · t |

| R8 | i | t · f | i | A2 | i | i | R8 | S38 | R19 |

| R8 | i | t · f | i | A2 | i | i | R8 | S38 | R19 |

| R8 | i | t · f | i | A2 | i | i | R8 | S38 | R19 |

| R8 | i | t · f | i | A2 | i | i | R8 | S38 | R19 |

| R8 | i | t · f | i | A2 | i | i | R8 | S38 | R19 |

| R8 | i | t · f | i | A2 | i | i | R8 | S38 | R19 |

| R8 | i | t · f | i | A2 | i | i | R8 | S38 | R19 |

| R8 | i | t · f | i | A2 | i | i | R8 | S38 | R19 |

| R8 | i | t · f | i | A2 | i | i | R8 | S38 | R19 |

| R8 | i | t · f | i | A2 | i | i | R8 | S38 | R19 |

| R8 | i | t · f | i | A2 | i | i | R8 | S38 | R19 |

| R8 | i | t · f | i | A2 | i | i | R8 | S38 | R19 |

| R8 | i | t · f | i | A2 | i | i | R8 | S38 | R19 |

| R8 | i | t · f | i | A2 | i | i | R8 | S38 | R19 |

| R8 | i | t · f | i | A2 | i | i | R8 | S38 | R19 |

| R8 | i | t · f | i | A2 | i | i | R8 | S38 | R19 |